# 藤田琢己
藤田 琢己（ふじた たくみ）は、東京都出身のテレビ・ラジオパーソナリティー、ディスクジョッキー、司会者、インタビュアー。アトミックモンキー所属。東京都立国際高等学校、東京学芸大学教育学部卒。実用英語技能検定一級合格。

## 人物
- 東京都国立市出身。中学・高校時代をカリフォルニア州で過ごす。帰国後は都立国際高校へ編入。学芸大学卒業後はテニスコーチをしていた。その後、得意の英会話を生かし、名古屋のFM放送局ZIP-FMのオーディションを受け、DJとしてのキャリアをスタートさせる。3000組以上のアーティストにインタビューをし、マライア・キャリーやエアロスミスなど、数々の来日アーティストのインタビュアーを担当した。
- 趣味はテニス・バスケットボール・野球・音楽鑑賞。特にライブ会場には邦楽洋楽問わず、年間150回以上足を運ぶ。
- KREVAは高校の同窓でHIP HOP、R&Bなど、音楽において大きな影響を受けている。

## 現在の出演番組

### テレビ
- MUSIC GOLD RUSH2 (J:COMテレビ)

### ラジオ
- 「TOKYO REAL-EYES PODCAST」ポッドキャスト（2024年 - 、J-WAVEポッドキャスト）[1]
- Radio beyond Borders "RADIO RESIDENT"（2025年 - 、FM COCOLO）※水曜日を担当[2]

## 過去の出演番組
テレビ神奈川
- オンガクのDNA
- LOVE CHR

FMヨコハマ
- MUSIC KINGDOM
- POP NATION
- Music Connection

J-WAVE
- TOKYO REAL-EYES
- GOLDEN PASS
- SONAR MUSIC

日本テレビ
- LIVE MONSTER ※ナレーション

TOKYO MX
- Billboard Top 30 ※ナレーション

NHK国際
- Hello From Tokyo